# Carsten Fischer
Carsten Fischer (Duisburg, 29 augustus 1961) is een voormalig hockeyer uit Duitsland, die speelde als verdediger. Met de Duitse nationale hockeyploeg nam hij viermaal deel aan de Olympische Spelen (1984, 1988, 1992 en 1996). Hij stond bekend om zijn verwoestende strafcorner.
Bij zijn eerste olympische optreden, in 1992 in Barcelona, won Fischer de gouden medaille met de Duitse ploeg, die destijds onder leiding stond van bondscoach Paul Lissek. Vier jaar eerder in Seoul legde hij beslag op de zilveren medaille met Die Mannschaft.
Fischer, bijgenaamd Calle, speelde in totaal 259 interlands voor zijn vaderland in de periode 1982-1996, waarvan dertien duels in de zaal. In clubverband kwam hij uit voor Uhlenhorst Mülheim. Met die club won hij acht keer op rij de Europacup I. Fischer werd in 1991 getroffen door een acute vorm van diabetes, waardoor hij in één keer al zijn haar verloor. In het seizoen 1995/96 kwam hij korte tijd uit voor Oranje Zwart. Hij beëindigde zijn actieve loopbaan na de Olympische Spelen in Atlanta (1996), waar hij met Duitsland niet verder kwam dan de vierde plaats in de eindrangschikking.

## Erelijst
- 1984 –  Olympische Spelen in Los Angeles
- 1987 –  Champions Trophy in Amstelveen
- 1988 –  Champions Trophy in Lahore
- 1988 –  Olympische Spelen in Seoul
- 1989 –  Champions Trophy in Berlijn
- 1991 –  Champions Trophy in Berlijn
- 1992 –  Champions Trophy in Karachi
- 1992 –  Olympische Spelen in Barcelona
- 1995 –  Champions Trophy in Berlijn
- 1996 – 4e Olympische Spelen in Atlanta

Christian Bassemir · 
Stefan Blöcher · 
Dirk Brinkmann · 
Heiner Dopp · 
Carsten Fischer · 
Tobias Frank · 
Volker Fried · 
Thomas Gunst · 
Uli Hänel · 
Karl-Joachim Hürter · 
Andreas Keller · 
Felix Krull · 
Michael Peter  · 
Thomas Reck · 
Ekkhard Schmidt-Opper · 
Markku Slawyk · 
Coach: Klaus Kleiter
Stefan Blöcher · 
Dirk Brinkmann · 
Thomas Brinkmann · 
Heiner Dopp  · 
Hans-Henning Fastrich · 
Carsten Fischer · 
Tobias Frank · 
Volker Fried · 
Uli Hänel · 
Michael Hilgers · 
Andreas Keller · 
Michael Metz · 
Andreas Mollandin · 
Thomas Reck · 
Christian Schliemann · 
Ekkhard Schmidt-Opper · 
Coach: Klaus Kleiter
Andreas Becker · 
Christian Blunck · 
Carsten Fischer · 
Volker Fried  · 
Michael Hilgers · 
Andreas Keller · 
Michael Knauth · 
Oliver Kurtz · 
Christian Mayerhöfer · 
Sven Meinhardt · 
Michael Metz · 
Klaus Michler · 
Christopher Reitz · 
Stefan Saliger · 
Jan-Peter Tewes · 
Stefan Tewes · 
Coach: Paul Lissek
Christoph Bechmann · 
Andreas Becker · 
Patrick Bellenbaum · 
Christian Blunck · 
Oliver Domke · 
Björn Emmerling · 
Carsten Fischer · 
Volker Fried · 
Michael Green · 
Michael Knauth · 
Christian Mayerhöfer · 
Sven Meinhardt · 
Klaus Michler · 
Christopher Reitz · 
Stefan Saliger · 
Jan-Peter Tewes · 
Coach: Paul Lissek